# Aspidopterys
Aspidopterys là một chi thực vật có hoa trong họ Malpighiaceae.

## Hình ảnh

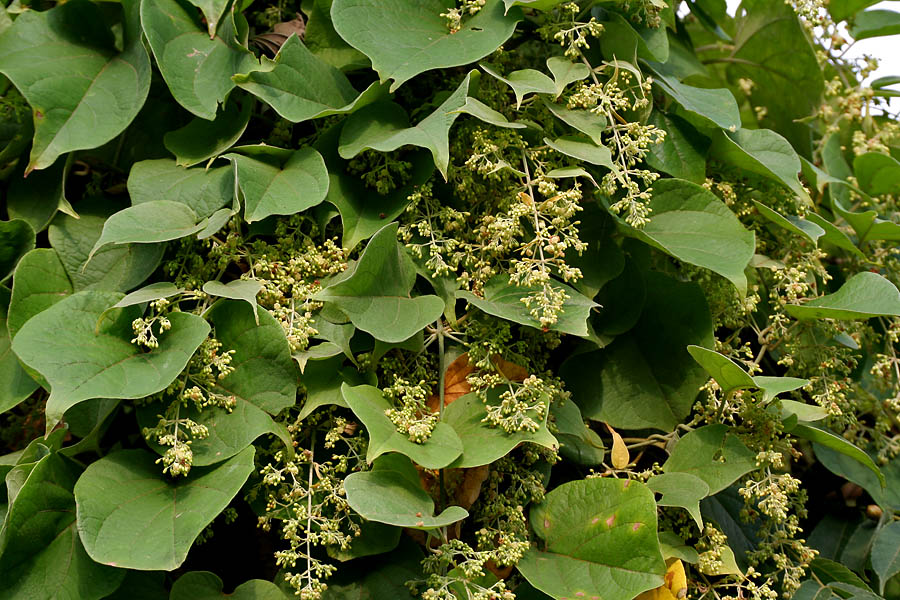

## Loài
Chi Aspidopterys gồm các loài: